# HMNZS Otago (P148)
L'HMNZS Otago (pennant number P148) è un pattugliatore d'altura della classe Protector della Regia Marina della Nuova Zelanda.

## Storia
La nave prende il nome in onore della precedente HMNZS Otago (F111), una fregata della classe Rothesay che prestò servizio nella Regia Marina della Nuova Zelanda dal 1960 al 1983 (che deve il suo nome alla regione di Otago).
Il pattugliatore fu costruito dalla Tenix come parte dei piani della Royal New Zealand Navy del governo neozelandese, e originariamente si prevedeva che entrasse in servizio alla fine del 2008. Venne varato a Williamstown (Victoria) il 18 novembre 2006 ed ebbe come madrina Dame Silvia Cartwright. Il primo ufficiale in comando dell'Otago fu il tenente comandante Simon Rooke, membro dell'Ordine al merito della Nuova Zelanda.
L'Otago subì ritardi nella consegna: alla fine del 2008, la nave non venne considerata conforme a tutte le specifiche contrattuali e superava il dislocamento previsto. L'equipaggio iniziale di stanza a Melbourne per commissionare la nave tornò in Nuova Zelanda mentre la costruzione veniva completata. Il 18 febbraio 2010, la nave è stata accettata nella Royal New Zealand Navy dopo che i costruttori affermarono che il leggero sovrappeso non le avrebbe impedito di pattugliare le acque antartiche. A metà marzo 2010, il pattugliatore sviluppò problemi a entrambi i motori durante le prove in mare e dovette rientrare con andatura claudicante in un porto dell'Australia, invece di arrivare ad Auckland come inizialmente previsto. L'HMNZS Otago arrivò infine alla capitale neozelandese nell'aprile 2010, quasi due anni dopo la data prevista originariamente.

### Servizio nella Royal New Zealand Navy

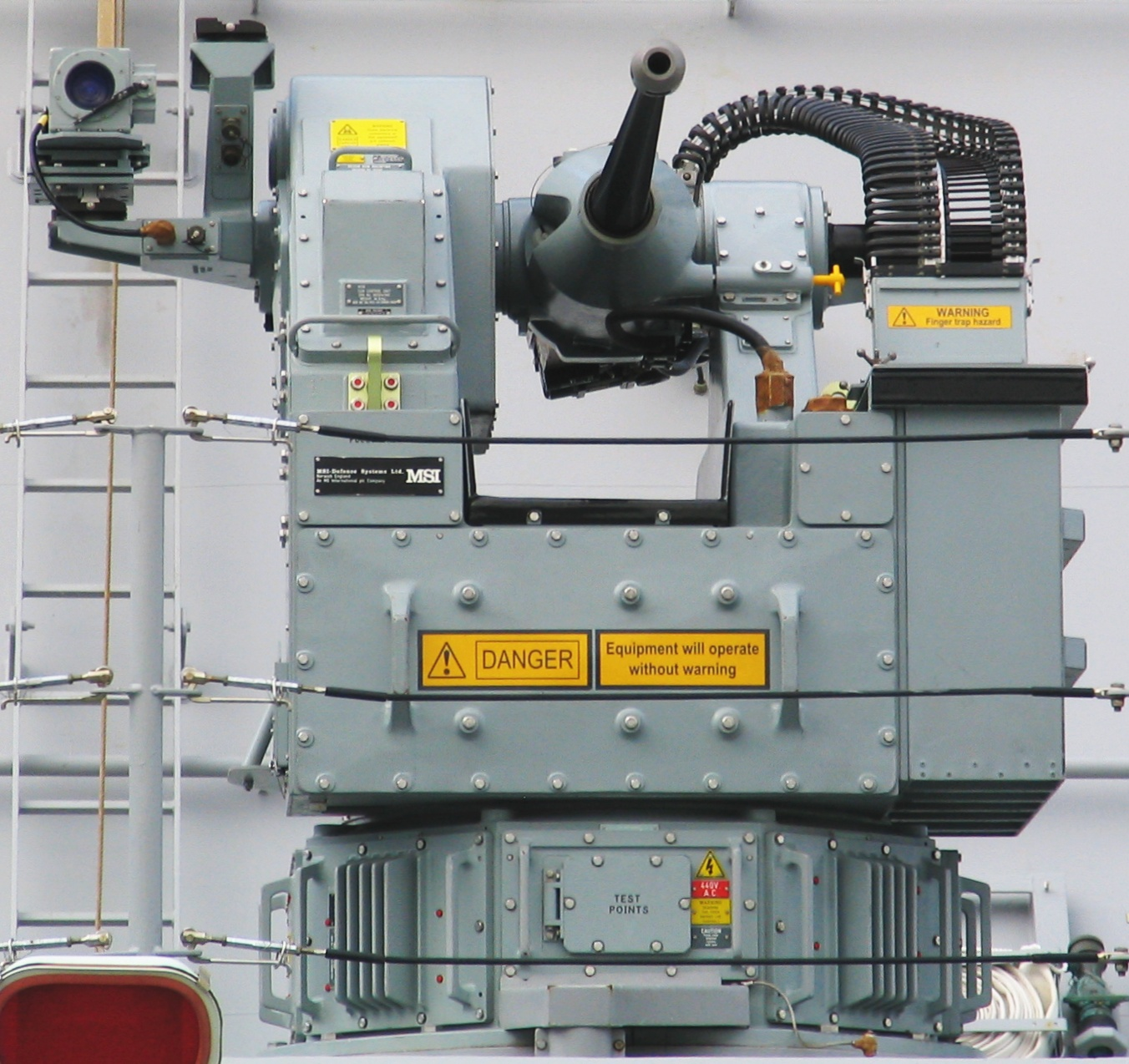
Cannone Bushmaster da 25 mm e torretta remota.

L'HMNZS Otago effettuò la sua prima visita al suo porto di registrazione, Port Chalmers, il 22 luglio 2010. Durante il suo viaggio inaugurale, l'Otago riscontrò problemi quando l'acqua del mare contaminò il suo carburante. Subì ulteriori difficoltà tecniche nel dicembre 2010 durante una visita all'isola Campbell perché gli ingegneri dovettero effettuare sistemazioni temporanee su entrambi i motori prima di un ritorno anticipato alla Devonport Naval Base per le riparazioni. Il governatore generale Sir Anand Satyanand e il membro di gabinetto Kate Wilkinson che erano a bordo in quel momento furono trasferiti all'HMNZS Wellington per continuare il loro tour.
Il tenente comandante Robert McCaw assense il comando della nave il 12 settembre 2012. Da allora prestò servizio in lunghe pattuglie dell'Antartico, anche se una missione pianificata per monitorare la pesca nell'Oceano Antartico fu annullata perché la nave non aveva le capacità necessarie di operare in quel livello di copertura di ghiaccio. I suoi compiti includevano la protezione della pesca, la conservazione e il trasporto del personale scientifico. Gli scienziati trasportati dall'Otago scoprirono 90 nuove specie di alghe su un'unica isola subantartica. La nave condusse inoltre due operazioni di ricerca e soccorso.
Nell'agosto 2019 l'Otago si recò alle Samoa Occidentali e Americane, dove incontrò i cutters della Guardia costiera degli Stati Uniti d'America USCGC Walnut e USCGC Joseph Gerczak. Le tre navi lavorarono insieme mentre visitavano i porti.

### Aggiornamenti

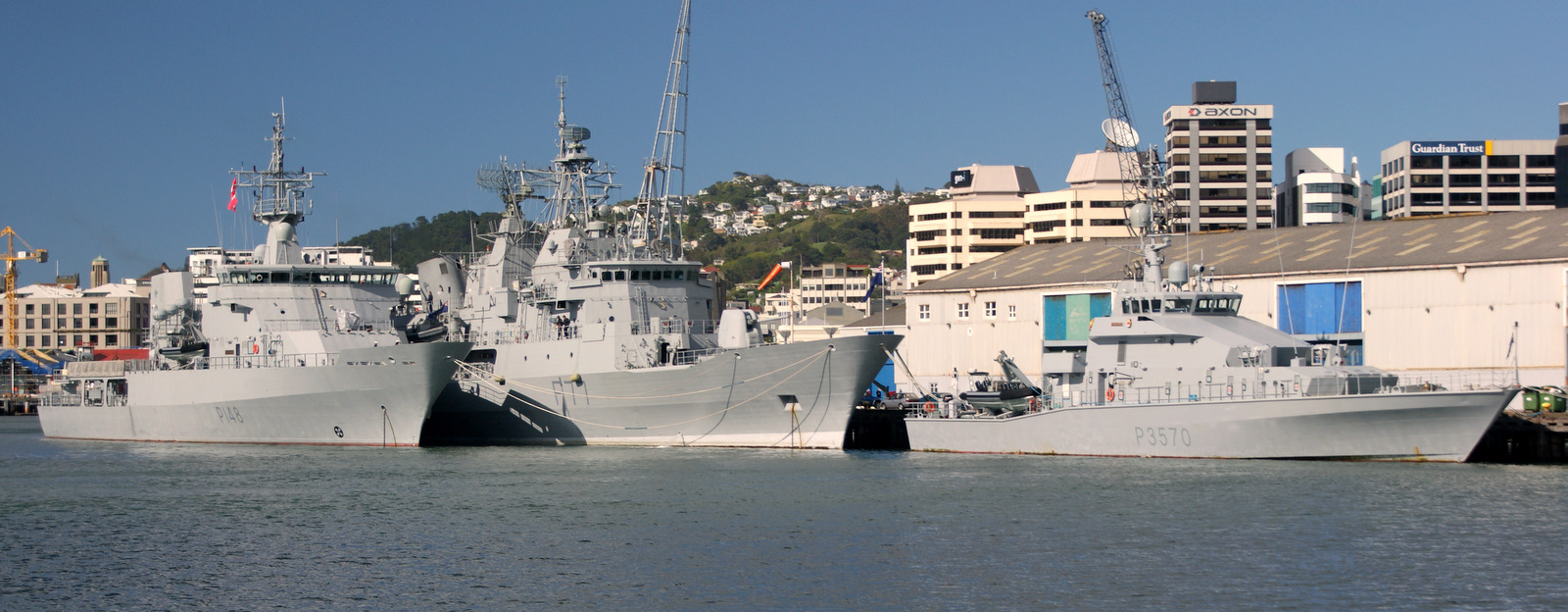
LOtago (a sinistra) con la Te Kaha e il Taupo a Wellington, ottobre 2010.

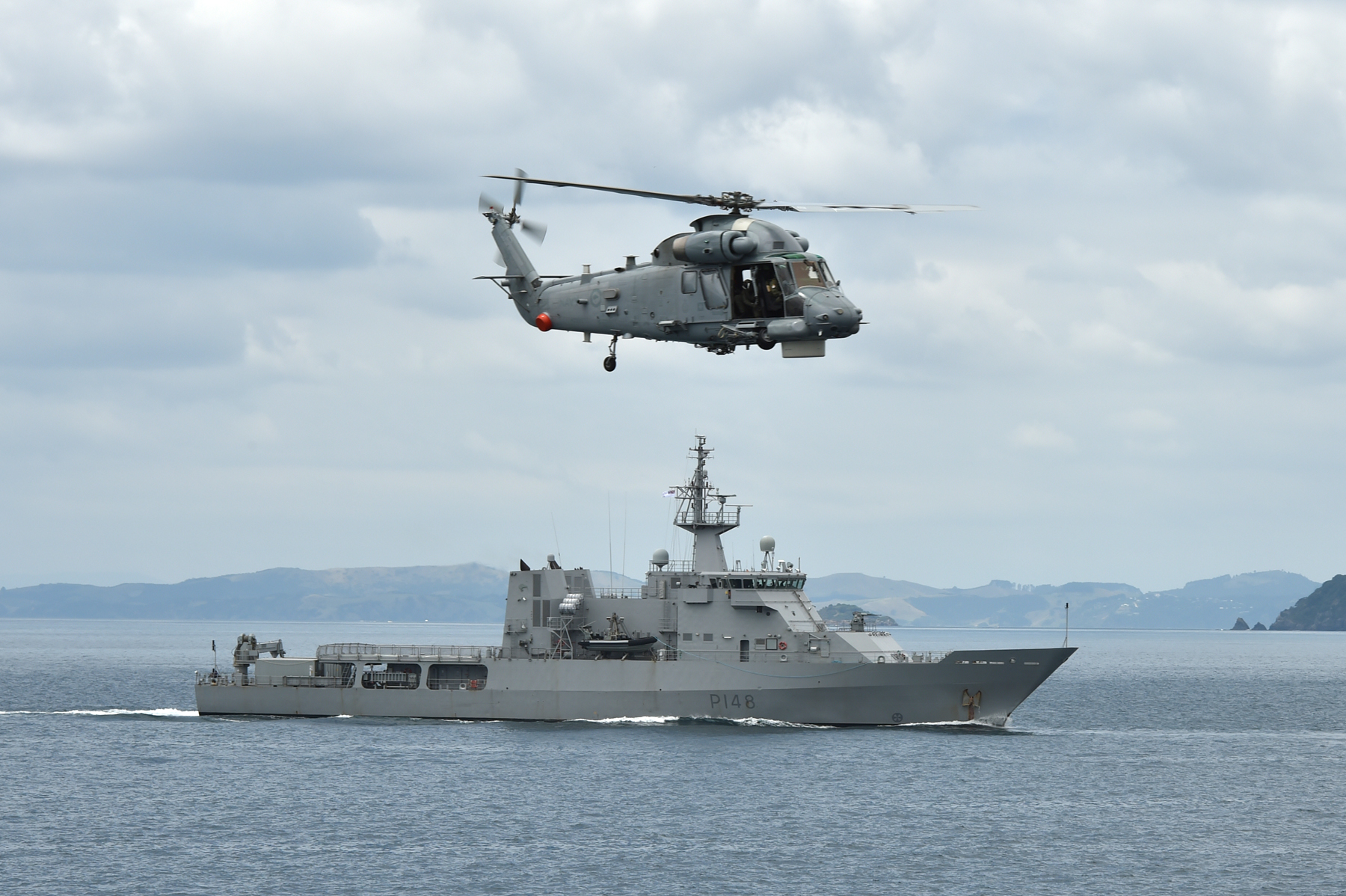
LOtago nel golfo di Hauraki con un SH-2G.

Sia l'HMNZS Otago che l'HMNZS Wellington hanno recentemente subito aggiornamenti minori, inclusi sensori e armi, e la sostituzione dell'M242 Bushmaster con il sistema d'arma a controllo remoto Rafael Typhoon 25 mm. Nel 2016 vennero condotte prove di piena compatibilità con i Seasprite SH2G1(l) aggiornati, che sono ora schierati dall'Otago e dal Wellington con missili Penguin di portanza, sorveglianza e distanziamento migliorati.